# Vesela Dolîna, Hlobîne
Vesela Dolîna (în ucraineană Весела Долина) este un sat în comuna Velîki Krînkî din raionul Hlobîne, regiunea Poltava, Ucraina.

## Demografie
Componența lingvistică a localității Vesela Dolîna
     Ucraineană (94,82%)
     Rusă (4,1%)
     Alte limbi (0,97%)
Conform recensământului din 2001, majoritatea populației localității Vesela Dolîna era vorbitoare de ucraineană (94,82%), existând în minoritate și vorbitori de rusă (4,1%).